# Metropoli
Una metropoli (in greco antico μήτηρ = madre e πόλις = città/popolazione) è una città di grandi dimensioni, di riconosciuta e particolare importanza per uno stato o una regione geografica . Una metropoli è un centro abitato fortemente affollato, o un centro economico e/o culturale di un Paese, e spesso nodo di comunicazioni internazionali .

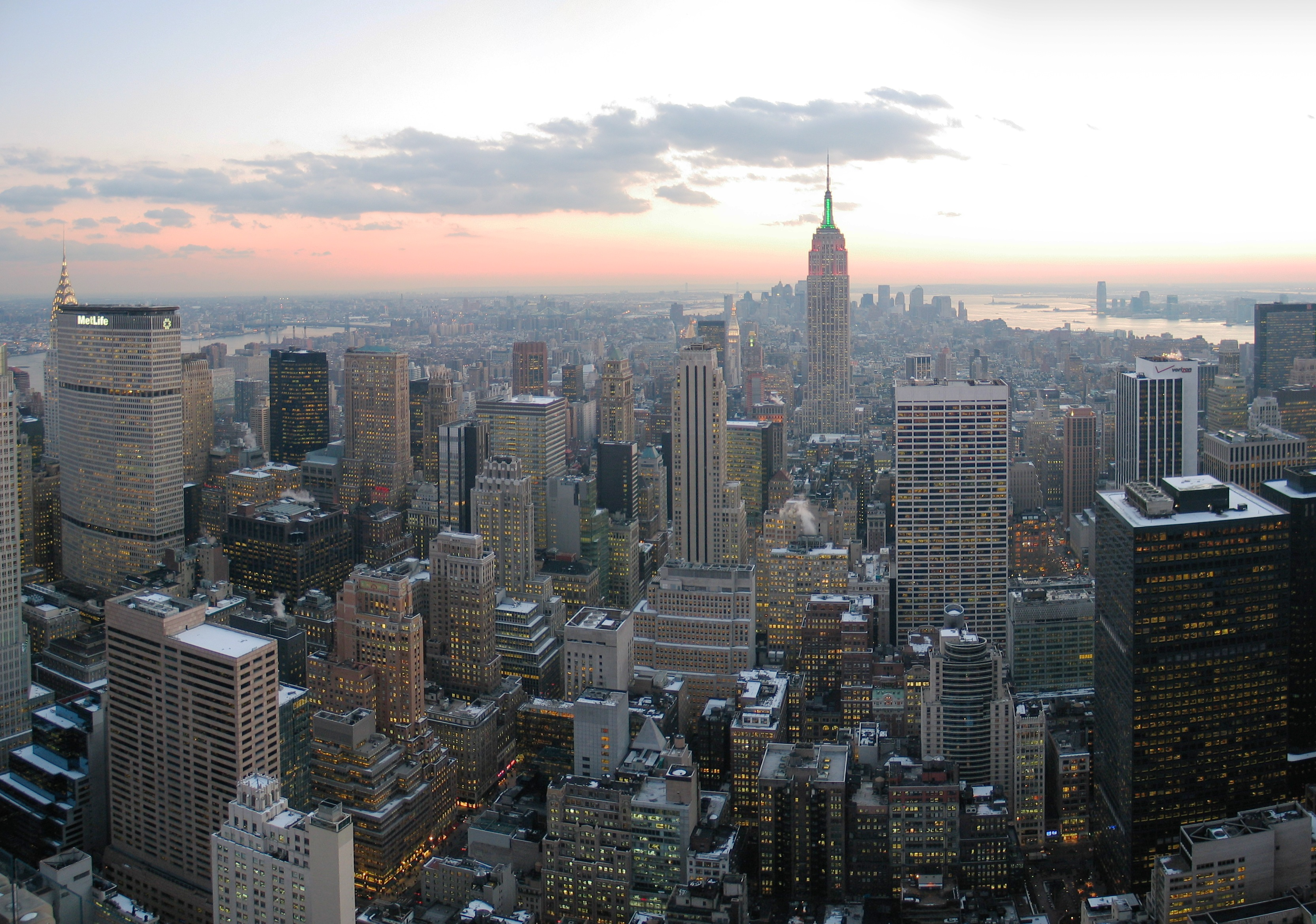
La metropoli di New York.

Nell'antica Grecia il termine veniva usato nelle colonie per riferirsi alla città da cui erano partiti i fondatori, dal tempio della quale era stato portato il fuoco sacro che avrebbe arso nel primo dei templi edificati. Successivamente, in latino la parola venne a designare il capoluogo di una provincia o di un'arcidiocesi importante, sede di provincia ecclesiastica.
Nell'uso moderno la parola può designare un'area metropolitana, cioè un insieme di città interconnesse tramite servizi di trasporti metropolitani intorno a un centro maggiore. Il termine "metropolitano" assume il significato di "inerente all'intera metropoli", "proprio della metropoli", in contrapposizione a ciò che è esterno, provinciale.
La prima metropoli della storia fu Roma antica che superò, fino all'epoca della Londra vittoriana unica città della storia, il milione di abitanti; le successive città di oltre un milione di persone furono il frutto della rivoluzione industriale che portava gli abitanti delle campagne a trasferirsi in città. In francese e portoghese la parola sta a identificare la porzione di territorio del Paese sul continente europeo, in opposizione ai territori d'oltremare.

## Africa

### Angola
Luanda è la capitale e la città più grande dell'Angola. È il porto principale dell'Angola e il suo principale centro industriale, culturale e urbano. La sua area metropolitana è la città di lingua portoghese più popolosa dell'Africa, con oltre 8,3 milioni di abitanti.

### Repubblica Democratica del Congo
Kinshasa è una megalopoli con una popolazione di circa 15 milioni di abitanti. Kinshasa è la terza area urbana più grande dell'Africa dopo Il Cairo e Lagos. Si prevede che diventerà una delle dieci città più grandi del mondo nel 2050.

### Egitto
Il Cairo e Alessandria sono considerate le più grandi metropoli dell'Egitto.

### Etiopia
Addis Abeba è la capitale dell'Etiopia e dove ha sede l'Unione africana. Nel 2008 la popolazione metropolitana è di circa 4,5 milioni.

### Ghana
Accra è un centro economico e amministrativo e funge da punto di ancoraggio della più ampia area metropolitana della Grande Accra (GAMA).

### Costa d'Avorio
Secondo il censimento del 2014, la popolazione di Abidjan era di 4,7 milioni, ovvero il 20% della popolazione totale del paese, e questo la rende anche la sesta città più popolosa dell'Africa, dopo Lagos, Il Cairo, Kinshasa, Dar es Salaam e Johannesburg. È stata ufficialmente designata come la "capitale economica" del paese. Nel 2020 la popolazione dell'area urbana era di oltre 5 milioni di abitanti.

### Kenya
Nairobi è la capitale e la città più grande del Kenya. La città vera e propria aveva una popolazione di 4 397 073 abitanti nel censimento del 2019, mentre l'area metropolitana ha una popolazione di 9 354 580 abitanti.

### Nigeria
Si prevede che Lagos diventerà una delle dieci città più grandi del mondo nel 2050. A partire dal 2015, dati non ufficiali indicano che la popolazione della "Grande Lagos metropolitana", che comprende Lagos e la sua area metropolitana circostante, si estende fino allo Stato di Ogun, con circa 21 milioni di abitanti.

### Tanzania
Con un aumento della popolazione del 5,6% annuo dal 2002 al 2012, Dar es Salaam è la terza città in più rapida crescita in Africa, dopo Bamako e Lagos, e la nona città in più rapida crescita nel mondo. La popolazione metropolitana ha raggiunto i 15,12 milioni nel 2020.

### Sudafrica
La città più grande del Sudafrica è il suo centro economico di Johannesburg che ha una popolazione metropolitana stimata di 5 635 127 nel 2019, seguita dalla metropoli di Cape Town (Città di Cape Town) con una popolazione metropolitana stimata di 4 488 546 e dalla metropoli di Durban (eThekwini) con una popolazione metropolitana stimata di 3 145 000 abitanti. Le metropoli più piccole del Sud Africa includono Pretoria (città di Tshwane), East Rand (città di Ekurhuleni), Gqeberha (Nelson Mandela Bay), East London (Buffalo City) e Bloemfontein (Mangaung).

### Uganda
Kampala è la capitale e la città più grande dell'Uganda. L'area metropolitana di Kampala è stimata in 6 709 900 persone nel 2019 dall'Ufficio di statistica dell'Uganda in un'area di 8 451,9 chilometri quadrati (3 263,3 miglia quadrate). Si dice che Kampala sia tra le città in più rapida crescita in Africa, con un tasso di crescita annuale della popolazione del 4,03%.

## Asia

### Afghanistan
La capitale, Kabul, è cresciuta fino a diventare l'unica metropoli del paese ed è l'unica città dell'Afghanistan con più di un milione di abitanti.

### Bangladesh
Nella Repubblica popolare del Bangladesh ci sono undici aree metropolitane: Dhaka, Chittagong, Rajshahi, Sylhet, Khulna, Mymensingh, Cumilla, Barisal, Gazipur e Narayanganj. I terreni hanno prezzi elevati e si ritiene che i residenti abbiano uno stile di vita urbano migliore. Nelle città metropolitane vengono assegnati dipartimenti speciali di polizia e vi sono enti cittadini per i quali i sindaci vengono eletti con regimi quinquennali. La maggior parte di queste città ha una densità di popolazione pari o superiore a 35 000/miglio quadrato. Dhaka è la città più ricca di tutte ed è considerata una megalopoli perché la sua popolazione supera i 10 milioni.

### Cina
La Cina (Repubblica popolare cinese) è il quarto paese più grande per area geografica e il secondo paese più popoloso con oltre 1,4 miliardi di abitanti ed è nota anche per il suo gran numero di metropoli, con "livelli" riconosciuti che classificano le metropoli della terraferma. A livello nazionale, le metropoli più grandi includono Pechino, Shanghai, Guangzhou e Shenzhen, le quattro città sono classificate come "Città di primo livello" (一线城市). Le città di secondo livello sono numerose e sono costituite da centri regionali, come Changsha, Chengdu, Chongqing, Hangzhou, Jinan, Nanchino, Qingdao, Shenyang, Tianjin, Wuhan e Xi'an, ecc...
Molte delle metropoli cinesi costituiscono un agglomerato urbano, come la megalopoli del delta del fiume Yangtze e la megalopoli del delta del fiume Perla.

### India
L'India è il settimo paese più grande per area geografica e il paese più popoloso con oltre 1,5 miliardi di abitanti. Il 74° Emendamento della Costituzione indiana definisce un'area metropolitana come un'area con una popolazione di 10 Lakh o 1 milione o più, compresa in uno o più distretti e composta da due o più Comuni o Panchayat o altre aree contigue, specificate dal Governatore mediante notifica pubblica essere un'area metropolitana. Secondo il censimento dell'India del 2011, l'India ha altre 46 città con una popolazione superiore a un milione. Delhi, Mumbai, Calcutta, Chennai, Bangalore, Hyderabad, Pune, Ahmedabad, Kochi, sono tra le più grandi delle 23 città metropolitane dell'India.

### Indonesia
In Indonesia, le città metropolitane si trovano a Jabodetabek (Giacarta, Bekasi, Bogor, Depok e Tangerang), la più grande area metropolitana del sud-est asiatico e la quinta area metropolitana più grande del mondo (2007). Le altre metropoli sono Bandung, Medan, Semarang e Surabaya.

### Iran
In Iran, le città metropolitane sono a Teheran e Mashhad, e in altre città come Shiraz, Karaj, Isfahan, Tabriz, Ahvaz, Rasht e Kermanshah.

### Giappone
Il termine legale giapponese to (都) deve essere tradotto come "metropoli". tuttavia le traduzioni esistenti sono antecedenti alla designazione. Strutturata come una prefettura invece che come una normale città, in Giappone ce n'è una sola, ovvero Tokyo. Nel 2020, il Giappone ha altre 12 città con una popolazione superiore a un milione. Lo stesso carattere Kanji in cinese, o in giapponese generico (tradizionale o non specifico), si traduce in vari modi: città, comune, comune speciale: tutti si qualificano.

### Malesia
In Malesia, la capitale Kuala Lumpur è la città più grande, con una popolazione di 7,8 milioni di abitanti. Le altre metropoli della Malesia sono Johor Bahru, Seremban, Malacca City, Shah Alam, Kuantan, Kuala Terengganu, Kota Bahru, Ipoh, Georgetown, Alor Setar, Kangar, Kota Kinabalu e Kuching.

### Pakistan
Secondo il censimento del 2017, ci sono circa 12 aree metropolitane in Pakistan, ciascuna con una popolazione metropolitana di almeno 2 milioni e una popolazione urbana vera e propria di almeno 0,5 milioni. Karachi è la più grande area metropolitana del Pakistan con una popolazione di circa 16,01 milioni, seguita da Lahore (11,12 milioni), Faisalabad (7,873 milioni), Islamabad-Rawalpindi (7,412 milioni), Gujranwala (5,01 milioni), Multan (4,745 milioni), Peshawar (4,269 milioni), Sargodha (3,903 milioni), Sialkot (3,893 milioni), Bahawalpur (3,668 milioni), Quetta (2,275 milioni) e Hyderabad (2,199 milioni).

### Filippine
Le Filippine hanno tre metropoli secondo la definizione dell'Autorità nazionale per l'economia e lo sviluppo. Sono Manila, Cebu e Davao.
Metropolitan Manila, o Metro Manila, è la regione metropolitana che comprende la città di Manila e le aree circostanti nelle Filippine. È composto da 16 città e 1 comune vale a dire le città di Manila, Caloocan, Las Piñas, Makati, Malabon, Mandaluyong, Marikina, Muntinlupa, Navotas, Pasay, Pasig, Parañaque, Quezon City, San Juan, Taguig, Valenzuela e il comune di Pateros. La regione è il centro politico, economico, sociale, culturale ed educativo delle Filippine. Come proclamato dal decreto presidenziale n. 940, Metro Manila nel suo insieme è la sede del governo delle Filippine, ma la città di Manila è la capitale. La città più grande della metropoli è Quezon City, mentre il quartiere degli affari più grande è il Makati Central Business District.

### Singapore
La Repubblica di Singapore è uno stato insulare sovrano e una città-stato situata nel sud-est asiatico marittimo. Il paese non ha una capitale.

### Corea del Sud
Nella Corea del Sud ci sono sette città speciali e metropolitane a livello amministrativo autonomo. Queste sono le aree metropolitane più popolose del paese. In ordine decrescente della popolazione del censimento del 2015, sono Seul, Busan, Incheon, Daegu, Daejeon, Gwangju e Ulsan.
Secondo il censimento del 2015, anche le città di Changwon e Suwon possono essere elevate al livello di città metropolitane (con una popolazione superiore a 1 milione), ma è improbabile che qualsiasi piano futuro per promuoverle in città metropolitane venga accettato a causa di preoccupazioni politiche. sulla struttura delle divisioni amministrative. Ci sono anche alcune città a livello di contea con una popolazione in aumento vicina al milione, vale a dire Goyang, Yongin e Seongnam, ma è improbabile che vengano promosse a città metropolitane perché sono tutte città satellite di Seul.

### Sri Lanka
La città di Colombo è la città più grande dello Sri Lanka. L'area metropolitana di Colombo è la regione più urbanizzata dello Sri Lanka con una popolazione di oltre 5 milioni di persone.

### Taiwan
La città di Taipei è il centro politico, economico e culturale di Taiwan. L'area metropolitana di Taipei-Keelung è composta da 4 divisioni amministrative (Taipei, Keelung, Nuova Taipei e talvolta Taoyuan) con un totale di oltre 9 milioni di residenti. La metropoli ospita il più grande aeroporto internazionale di Taiwan e il 36º aeroporto più trafficato del mondo: l'aeroporto internazionale di Taiwan Taoyuan, che ha un traffico passeggeri annuo di quasi 50 milioni.

### Turchia
In Turchia le città metropolitane sono descritte come "büyükşehir". Attualmente in Turchia ci sono 30 comuni metropolitani. La più grande in assoluto è Istanbul, seguita da Ankara, Izmir e Bursa.

### Emirati Arabi Uniti
Ci sono 8 metropoli negli Emirati Arabi Uniti: Dubai, Abu Dhabi, Sharjah, Al Ain, Ajman, Ras Al-Khaimah, Fujairah e Umm Al-Quwain. Di questi, Dubai è la più grande.

### Kazakistan
Almaty è la più grande area metropolitana del Kazakistan con oltre 2 milioni di abitanti. Altre città con una popolazione superiore a un milione di abitanti includono Astana e Shymkent.

### Uzbekistan
Tashkent] è la città più popolosa dell'Uzbekistan e l'unica con oltre un milione di residenti.

## Europa

### Austria
Vienna è la capitale dell'Austria, un'antica città imperiale e sede di numerose organizzazioni internazionali, tra cui l'OPEC, oltre ad ospitare un ufficio principale delle Nazioni Unite. Insieme al suo acume culturale e alla sua storia, queste caratteristiche rendono Vienna una vera metropoli globale, l'unica in Austria.

### Belgio
La regione di Bruxelles comprende la capitale del Belgio con una popolazione di oltre 1,2 milioni di persone, è l'area urbana più grande del Benelux. La regione è la sede dell'Unione Europea, della NATO e di varie altre istituzioni internazionali come il World Customs Organization. È soprannominata la "Capitale d'Europa".

### Bosnia ed Erzegovina
Sarajevo è la capitale e la città più grande della Bosnia ed Erzegovina, sede della presidenza, del governo, del parlamento e l'unica metropoli del paese.

### Repubblica Ceca
Praga è l'unica metropoli della Repubblica Ceca, con più di 1,3 milioni di persone che vivono entro i confini della città e con più di 2,6 milioni che vivono nella sua area metropolitana. Ciò rende l’area metropolitana di Praga una delle più grandi d’Europa.

### Danimarca
In Danimarca l'unica metropoli è la capitale, Copenaghen, situata nella regione della capitale danese. Ha più di 750 000 persone che vivono nella città vera e propria e 1,28 milioni nella sua area urbana.

### Finlandia
La capitale della Finlandia, Helsinki, insieme alle aree vicine (tra cui Espoo, Kauniainen e Vantaa) forma un'area metropolitana con una popolazione di circa 1,45 milioni di persone. Questa zona è l'unica metropoli del paese.

### Francia
Una legge del 2014 ha consentito a qualsiasi gruppo di comuni di cooperare in una divisione amministrativa più ampia chiamata métropole. Anche una metropoli, Lione, ha lo status di dipartimento.
L'istituto nazionale di statistica francese, Insee, designa 12 aree urbane del paese come aree metropolitane. Parigi, Lione e Marsiglia sono le più grandi, le altre nove sono Tolosa, Lilla, Bordeaux, Nizza, Nantes, Strasburgo, Rennes, Grenoble e Montpellier.

### Germania
La più grande città tedesca per confini amministrativi è Berlino, mentre il Reno-Ruhr è l'area metropolitana più grande (con più di 10 milioni di persone). L'importanza di una città si misura con tre gruppi di indicatori, detti anche funzioni metropolitane: la funzione decisionale e di controllo, la funzione di innovazione e concorrenza e la funzione di accesso. Queste funzioni sono viste come ambiti chiave per le regioni metropolitane nello sviluppo delle loro prestazioni.
Nella pianificazione territoriale, una metropoli viene solitamente osservata nel suo contesto regionale, quindi l'attenzione si concentra principalmente sulle regioni metropolitane. Queste regioni possono essere monocentrali o multicentrali. Sulla base di questi indicatori sono state definite undici regioni metropolitane: Berlino-Brandeburgo, Brema-Oldeburgo, Dresda-Halle-Lipsia, Francoforte-Reno-Meno, Amburgo, Hannover-Braunschweig-Gottinga-Wolfsburg, Monaco di Baviera, Norimberga, Reno-Neckar, Reno-Ruhr (con Colonia/Bonn) e Stoccarda.

### Grecia
Atene è la capitale e la città più grande della Grecia, con una popolazione urbana di oltre quattro milioni. È anche l'ottava area urbana più grande dell'Unione Europea. Atene domina la penisola dell'Attica ed è una delle città più antiche del mondo, con una storia documentata di oltre 3.400 anni e la prima presenza umana nell'XI millennio a.C. Insieme al porto del Pireo, il porto passeggeri più trafficato d'Europa, Atene è uno dei centri economici e culturali più importanti del Mediterraneo orientale e una rotta commerciale chiave tra l'Europa e l'Oriente. Nel cuore dell'antica città di Atene si trova la famosa Acropoli di Atene, un classico sito patrimonio mondiale dell'UNESCO del V secolo a.C., costruito in onore della dea Atena. Al suo centro si trova il Partenone, un capolavoro dell'architettura classica, costruito dall'architetto Iktinoos (Ictino) e dallo scultore Kallikratis (Callicrate) su richiesta di Pericle, al culmine del potere della città. Coniata con l'età dell'oro di Atene, l'Acropoli simboleggia il culmine della civiltà greca, che gettò le basi del pensiero empirico nelle arti, nella filosofia, nel teatro, nella musica, nella matematica, nelle scienze e nell'astronomia, e divenne il punto di riferimento della moderna civiltà occidentale. Atene riceve milioni di visitatori ogni anno.

### Italia
In Italia, dopo l'unificazione, la prima città a superare il milione di abitanti fu Napoli. Ad oggi, in Italia sono 12 aree metropolitane che superano un milione di abitanti. La nozione di metropoli intesa come area metropolitana di oltre un milione di abitanti non coincide con quella, di carattere amministrativo, di città metropolitana così come descritta nell'art. 114 della costituzione, che prevede modifiche di carattere amministrativo ai preesistenti enti provinciali. Le città metropolitane previste dalla legge sono dieci, a cui si aggiungono le quattro appartenenti alle regioni a statuto speciale di Sicilia e Sardegna.

### Paesi Bassi
Il Randstad si trova nella Banana blu e comprende sia l'area metropolitana di Amsterdam che quella di Rotterdam-L'Aia.

### Polonia
L'Unione delle metropoli polacche (in polacco: Unia Metropolii Polskich), fondata nel 1990, è un'organizzazione delle più grandi città del paese. Attualmente fanno parte dell'organizzazione dodici città, di cui 11 con più di un quarto di milione di abitanti. L'area metropolitana più grande della Polonia, se classificata esclusivamente in base al numero di abitanti, è la metropoli della Slesia (di fatto una conurbazione), con circa 3 milioni di abitanti (5 milioni di abitanti nell'area metropolitana della Slesia), seguita da Varsavia, con circa 1,7 milioni di abitanti nella città vera e propria e 3,1 milioni nell'area metropolitana. La metropoli della Slesia è un'iniziativa degli ultimi anni che tenta di unire una grande conurbazione in un'unica unità urbana ufficiale. Altre metropoli polacche sono Cracovia, Łódź, Breslavia, Poznań, Danzica, Stettino e Bydgoszcz–Toruń.

### Romania
La Romania ha una grande metropoli, Bucarest, con una popolazione di circa 2,5 milioni di persone. Altre aree metropolitane con una popolazione di circa mezzo milione di persone sono Cluj-Napoca, Iași, Timișoara, Brașov, Constanța, Galați e Craiova.

### Russia
Mosca è la capitale e la città più grande della Russia, con una popolazione stimata in 12,4 milioni di residenti entro i confini della città, mentre oltre 17 milioni di residenti nell'area urbana, e oltre 20 milioni di residenti nell'area metropolitana di Mosca. Mosca è tra le città più grandi del mondo, essendo la città più popolosa interamente in Europa, l'area urbana più popolosa d'Europa, l'area metropolitana più popolosa d'Europa, e anche la città più grande per superficie sul continente europeo. San Pietroburgo, la capitale culturale, è la seconda città più grande, con una popolazione di circa 5,4 milioni di abitanti. Altre grandi aree urbane sono Ekaterinburg, Novosibirsk, Kazan, Nizhny Novgorod e Krasnodar.

### Spagna
La Spagna ha circa 15 aree metropolitane con una popolazione superiore a 500 000 persone. La più grande è Madrid, situata al centro della penisola iberica ed è sede del governo e del monarca di Spagna, con un'area metropolitana di quasi 7 milioni di abitanti che supera i limiti della propria comunità autonoma e ne fa una delle città più grandi dell'Europa; Barcellona è la seconda città più grande della Spagna, la sua area metropolitana comprende 5,5 milioni di persone e i suoi limiti superano quelli della stessa provincia, altre grandi città sono Valencia, Saragozza e Siviglia.

### Regno Unito
Nel Regno Unito, il termine Metropolis era storicamente utilizzato per riferirsi esclusivamente a Londra, o alla conurbazione londinese. Il termine è mantenuto dalle forze di polizia di Londra, il Metropolitan Police Service (il "Met"). L'ufficiale capo della polizia metropolitana è formalmente noto come il commissario di polizia della metropoli.
Dal 1974 sei conurbazioni in Inghilterra (fuori Londra) sono conosciute come contee metropolitane, ciascuna divisa in distretti metropolitani. Queste contee sono South Yorkshire (incentrato sulla città di Sheffield), West Midlands (inclusa Birmingham), West Yorkshire (inclusa Leeds), Merseyside (inclusa Liverpool), Greater Manchester e Tyne and Wear (inclusa Newcastle-upon-Tyne). Anche la Grande Glasgow, il South Hampshire e la Grande Nottingham sono grandi agglomerati urbani.

### Svezia
In Svezia, il termine "metropoli" era usato nella storia per riferirsi esclusivamente a Stoccolma o alla Grande Stoccolma, conosciute come contee metropolitane, ciascuna divisa in distretti metropolitani. Le contee di Theselius sono la contea di Stoccolma, la contea di Västra Götaland, la contea di Skåne, la contea di Dalarna, la contea di Norrbotten, la contea di Västerbotten, la contea di Gävleborg e altre contee. sono anche grandi agglomerati urbani.

### Ungheria
In Ungheria la città più grande è Budapest con una popolazione di circa 1 750 000 abitanti, più di otto volte la popolazione della seconda città più grande, Debrecen.

## Nord America

### Canada
Le sei metropoli più grandi del Canada sono Toronto, Montreal, Vancouver, Ottawa, Calgary ed Edmonton. Statistics Canada definisce un'area metropolitana censita come uno o più comuni adiacenti situati attorno a un importante nucleo urbano dove il nucleo urbano ha una popolazione di almeno 100 000 abitanti. La metropoli più popolata del Canada è la città di Toronto, con una popolazione di 2,7 milioni di abitanti e una popolazione metropolitana di oltre 6 milioni di persone. È anche il cuore del settore finanziario e bancario canadese.

### Messico
In Messico, il termine metropoli è usato per riferirsi a un'area urbana di importanza economica, politica e culturale. Città del Messico rappresenta tutti e tre i fattori poiché è la capitale e il centro finanziario del paese con 27 milioni di persone. Altre metropoli sono Monterrey e Guadalajara, entrambe aree metropolitane con una popolazione di oltre 6 000 000 di abitanti.

### Stati Uniti
Negli Stati Uniti, un'area incorporata o un gruppo di aree con una popolazione superiore a 50 000 abitanti deve disporre di un'organizzazione di pianificazione metropolitana al fine di facilitare i principali progetti infrastrutturali e garantire la solvibilità finanziaria. Pertanto, una popolazione di 50 000 o più abitanti è stata utilizzata come standard de facto per definire una metropoli negli Stati Uniti. Una definizione simile è utilizzata dallo United States Census Bureau. L'ufficio definisce un'area statistica metropolitana come "almeno un'area urbanizzata di 50 000 o più abitanti". Le sei aree metropolitane più grandi degli Stati Uniti sono New York, Los Angeles, Chicago, Dallas, Houston e Washington D.C., con New York che è la più grande.

## Oceania

### Australia
Il governo australiano definisce area metropolitana qualsiasi divisione o distretto statistico con una popolazione superiore a 100 000 abitanti. Secondo questa definizione, ci sono attualmente 19 aree metropolitane in Australia, inclusa ogni capitale dello stato. In termini di popolazione, l'area metropolitana più grande è Sydney (popolazione dell'area urbana al censimento del 2022 di 5 297 089) e la più piccola è Bendigo (popolazione dell'area urbana al censimento del 2021 di 103 034). La rapida crescita urbana nel Victoria ha visto la "Manhattanizzazione" di Melbourne, con grattacieli a South Yarra, Box Hill, Moonee Ponds e Footscray. La città regionale di Geelong, che si trova a circa 40 miglia a sud-ovest di Melbourne, ha visto la nascita di grattacieli per uffici e appartamenti negli ultimi anni. Geelong è la città regionale in più rapida crescita in Australia e la sua crescita trasformerà la regione di Port Phillip in modo simile alla Bay Area di San Francisco (popolazione dell'area urbana al censimento del 2020 di 160 991).

## Sud America

### Argentina
In Argentina, Buenos Aires è la principale metropoli con una popolazione di circa 15,5 milioni di abitanti. La conurbazione della Grande Buenos Aires, che comprende anche diversi distretti della provincia di Buenos Aires, costituisce la terza conurbazione più grande dell'America Latina. Buenos Aires è il principale centro politico, finanziario, industriale, commerciale e culturale dell'Argentina.

### Brasile
In Brasile, la Regione Metropolitana di San Paolo è la principale metropoli con oltre 21 milioni di abitanti. Nelle città più grandi, come San Paolo e Rio de Janeiro (con una popolazione di 12 milioni di abitanti), le favelas (baraccopoli) sono cresciute nel corso di decenni man mano che le persone migravano dalle zone rurali per trovare lavoro. Il termine usato in portoghese brasiliano per un'area metropolitana è Região Metropolitana. Altre metropoli del Brasile con più di un milione di abitanti includono: Belém, Belo Horizonte, Brasilia, Campinas, Curitiba, Fortaleza, Goiânia, Maceió, Manaus, Porto Alegre, Recife, Salvador e São Luís.

### Cile
La metropoli principale del Cile è la sua capitale: la città di Santiago, con una popolazione di sette milioni di abitanti, che vive in tutta la sua area metropolitana. Santiago è il principale centro politico, finanziario, industriale, commerciale e culturale del Cile. Le altre due metropoli del paese sono gli agglomerati urbani di Valparaíso e Concepción, con quasi un milione di abitanti ciascuno.

### Colombia
In Colombia, Bogotá è la principale metropoli con oltre 13 milioni di abitanti residenti nella sua area metropolitana, che comprende quartieri come Soacha, Mosquera, Cota e Chía. La seconda metropoli della Colombia è Medellín, che comprende quartieri come Envigado, Itagüi, La Estrella e Sabaneta. Questa area metropolitana è nota per avere la prima e unica metropolitana in Colombia, la metropolitana di Medellín. Bogotá ha il TransMilenio, un sistema di autobus metropolitani a transito rapido.

### Perù
L'area metropolitana di Lima è la capitale e la città più grande del Perù con oltre 10 milioni di abitanti, più di un terzo della popolazione nazionale totale.

## Metropoli come area continentale
In Francia, Portogallo, Spagna e Paesi Bassi, la parola metropolis (métropole (Fr.)/metrópole (Port.)/metrópoli (Spa.)/metropool (olandese) designa la parte continentale di un paese situato sul (o vicino al) continente europeo; nel caso della Francia si tratta della Francia senza i suoi dipartimenti d'oltremare. Per il Portogallo e la Spagna durante il periodo dell'Impero spagnolo e dell'Impero portoghese, il termine era usato per designare il Portogallo o la Spagna meno le sue colonie (Ultramar). In Francia métropole può anche essere usato per riferirsi ad una grande area urbana; per esempio, "La Métropole de Lyon" (la metropoli di Lione).

## Galleria d'immagini

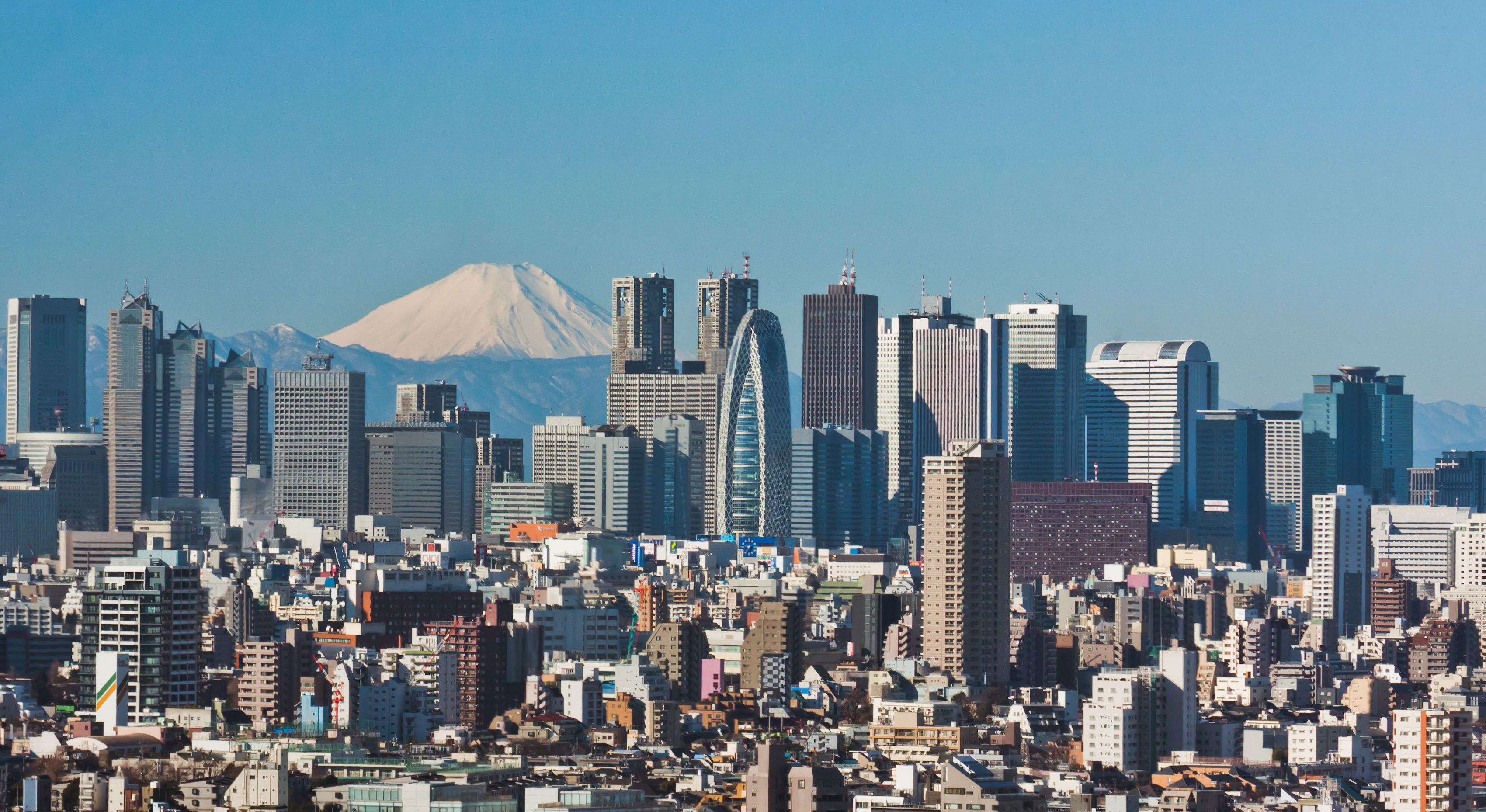
Skyline di Tokyo con il Monte Fuji sullo sfondo
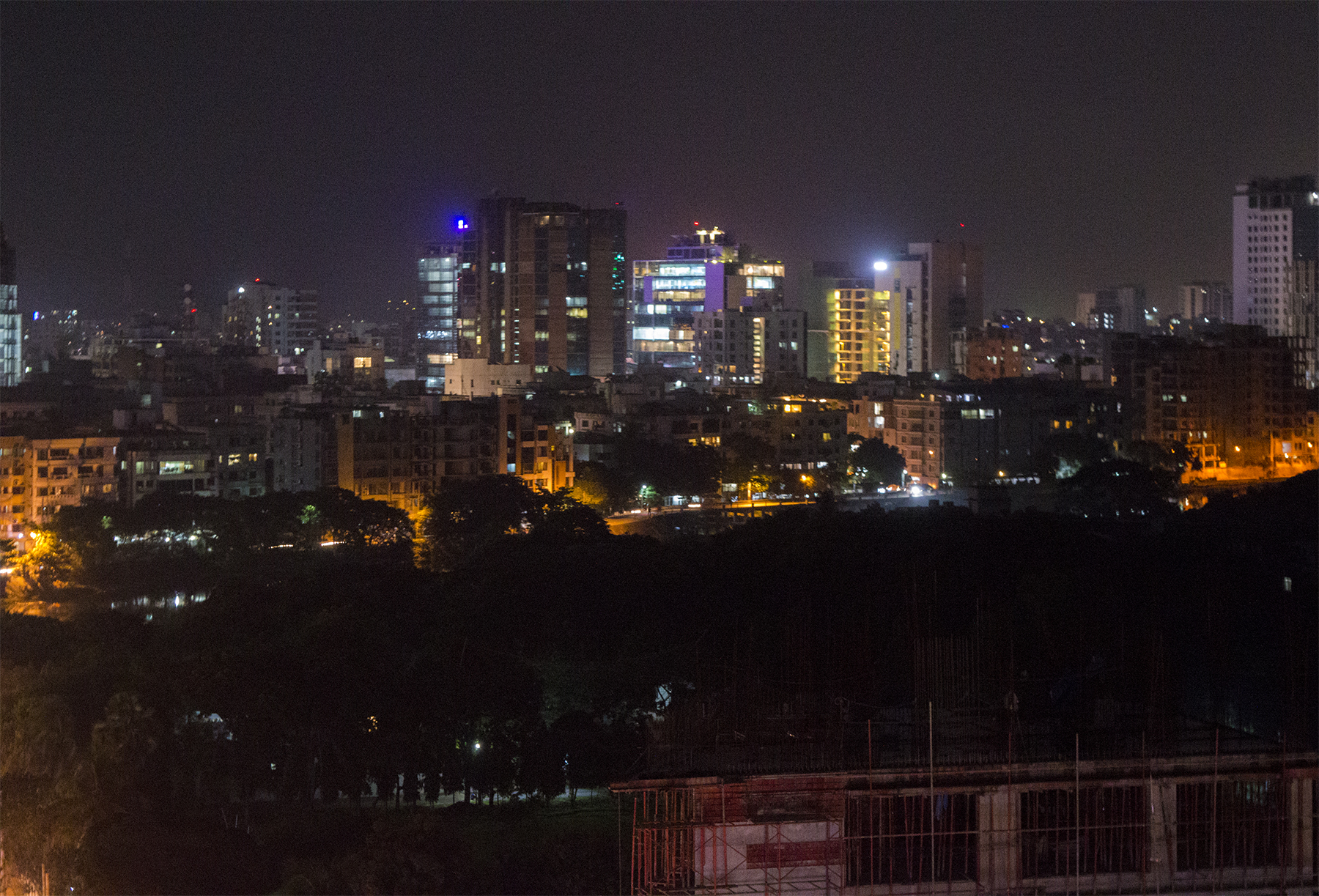
Dhaka (Bangladesh)
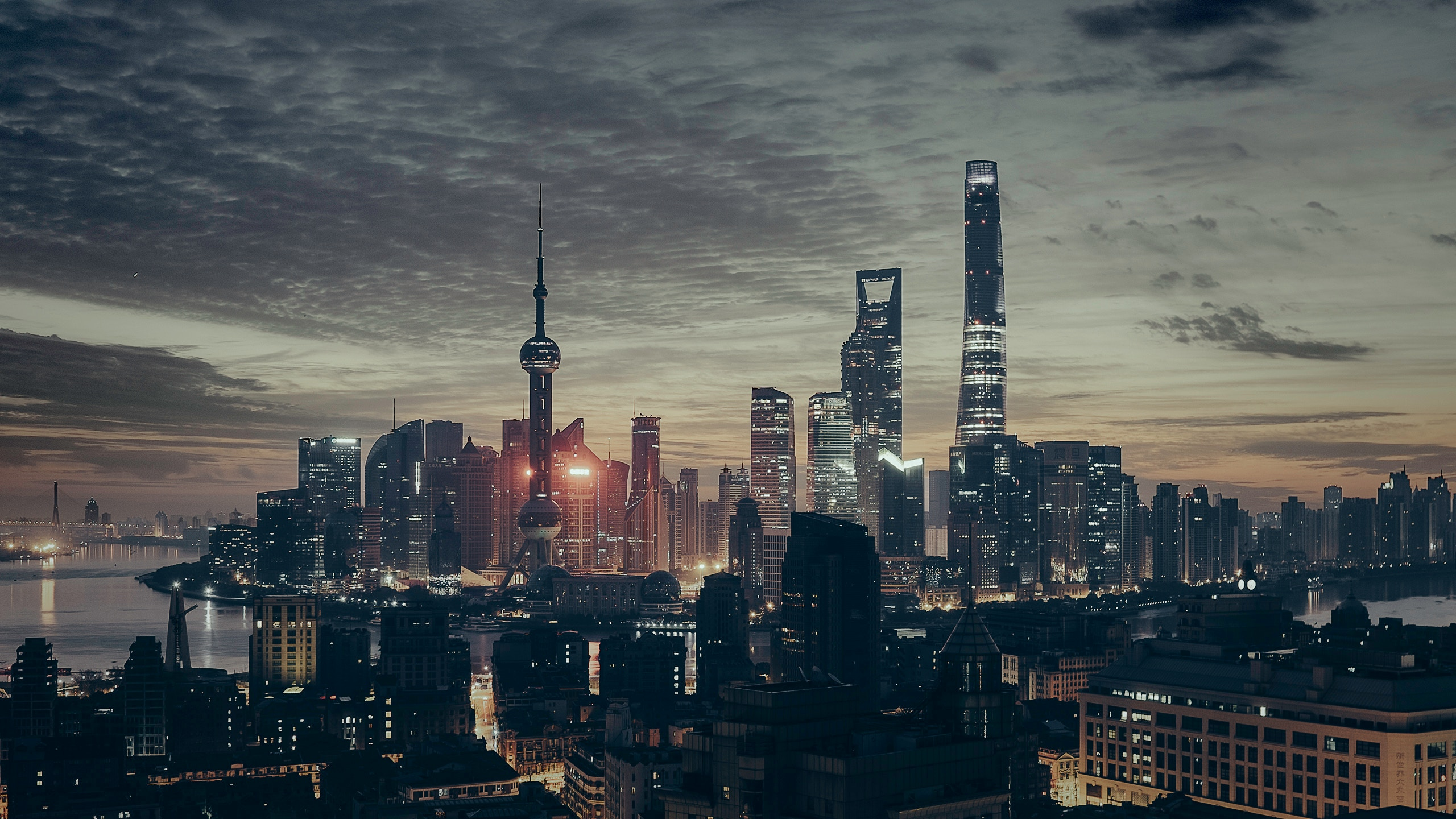
Shanghai (Cina)
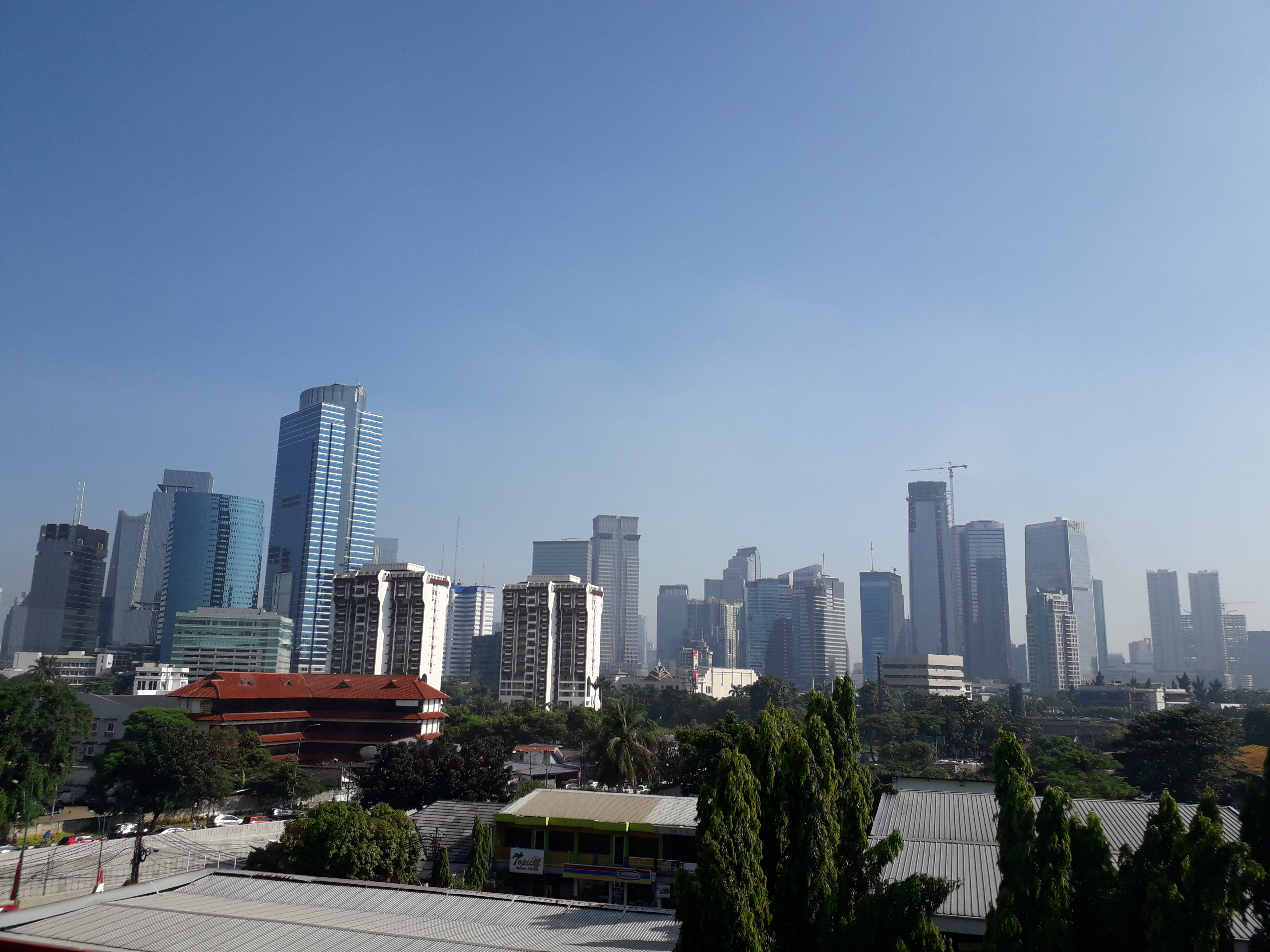
Giacarta (Indonesia)
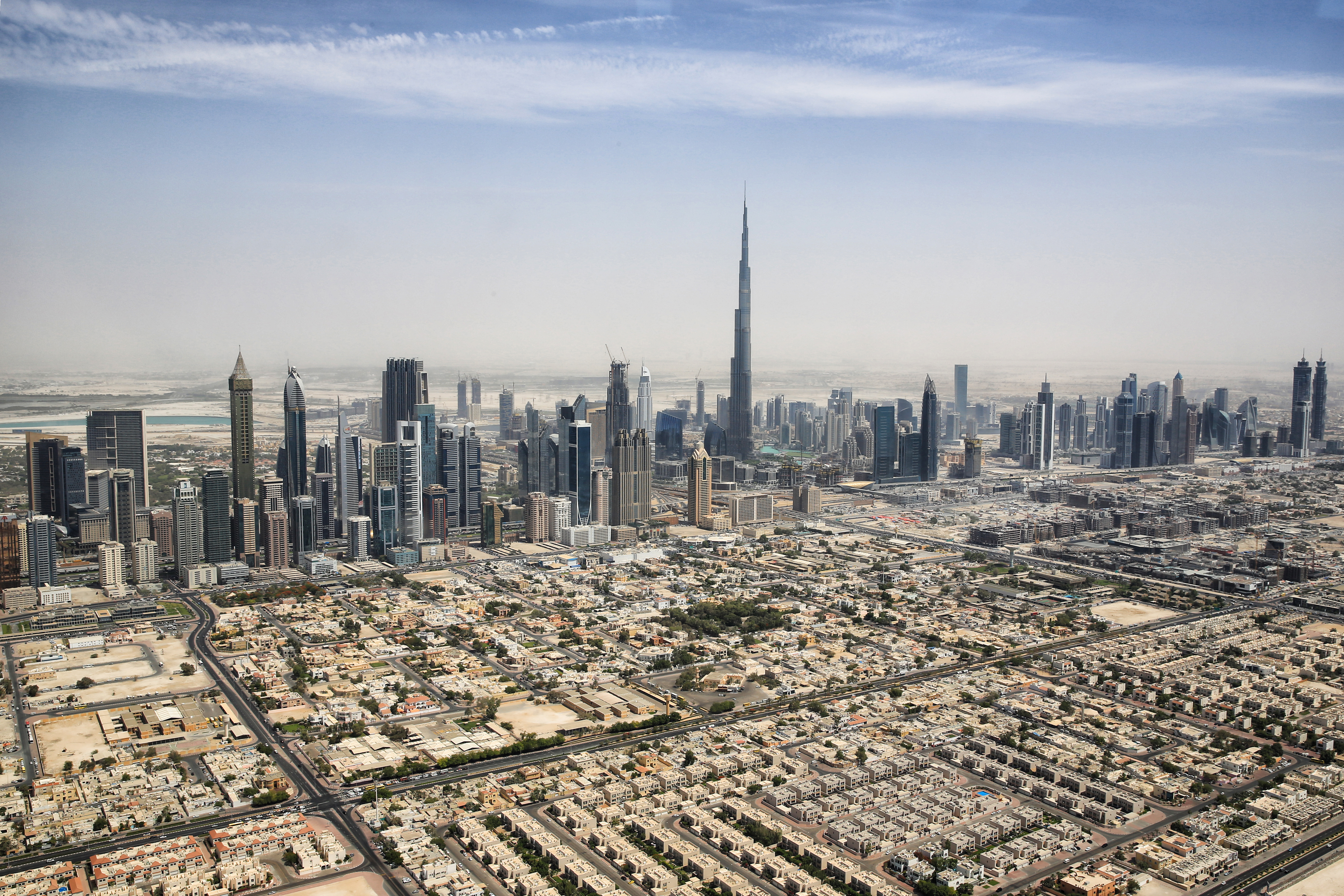
Orizzonte di Dubai
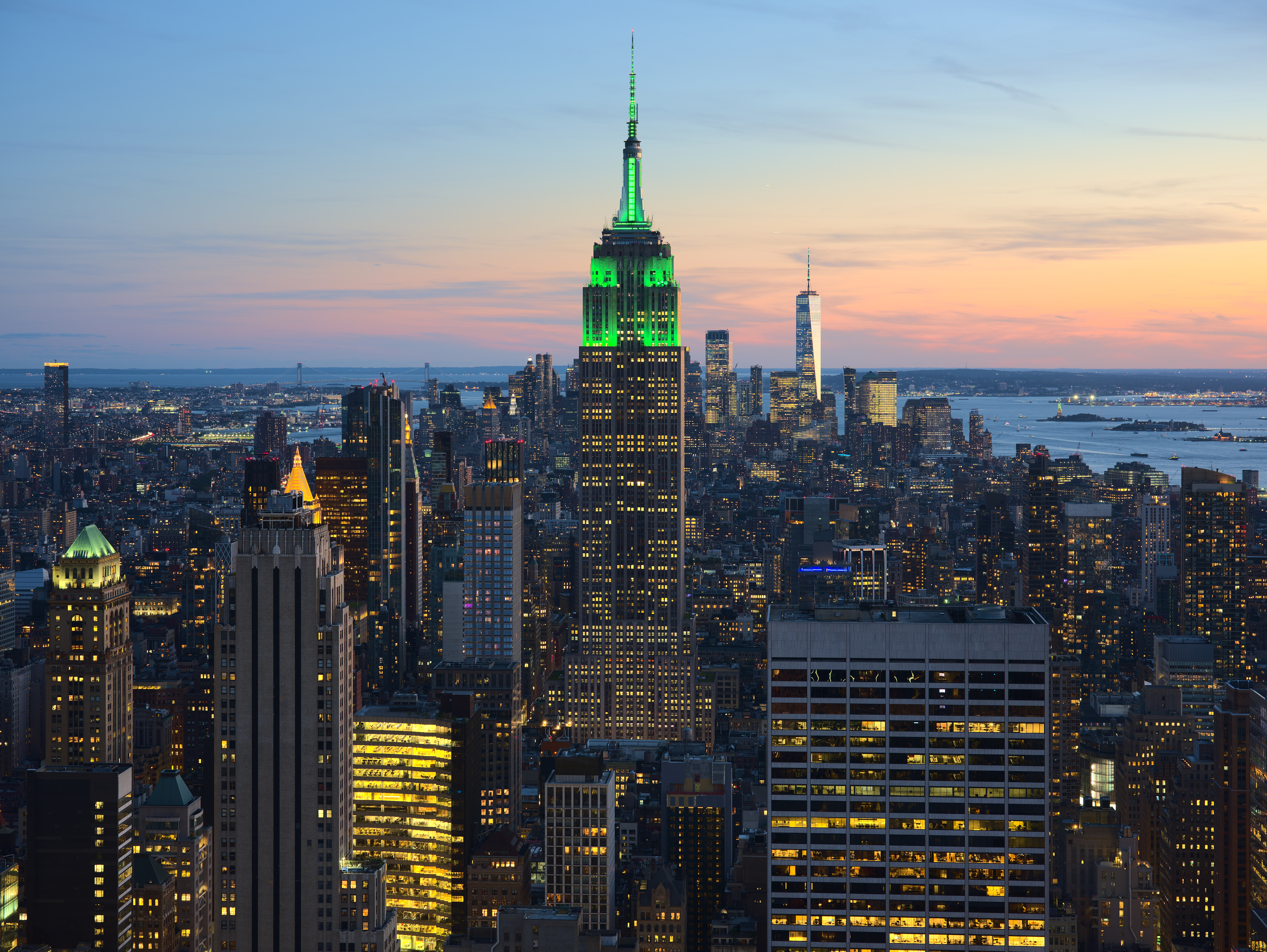
New York City
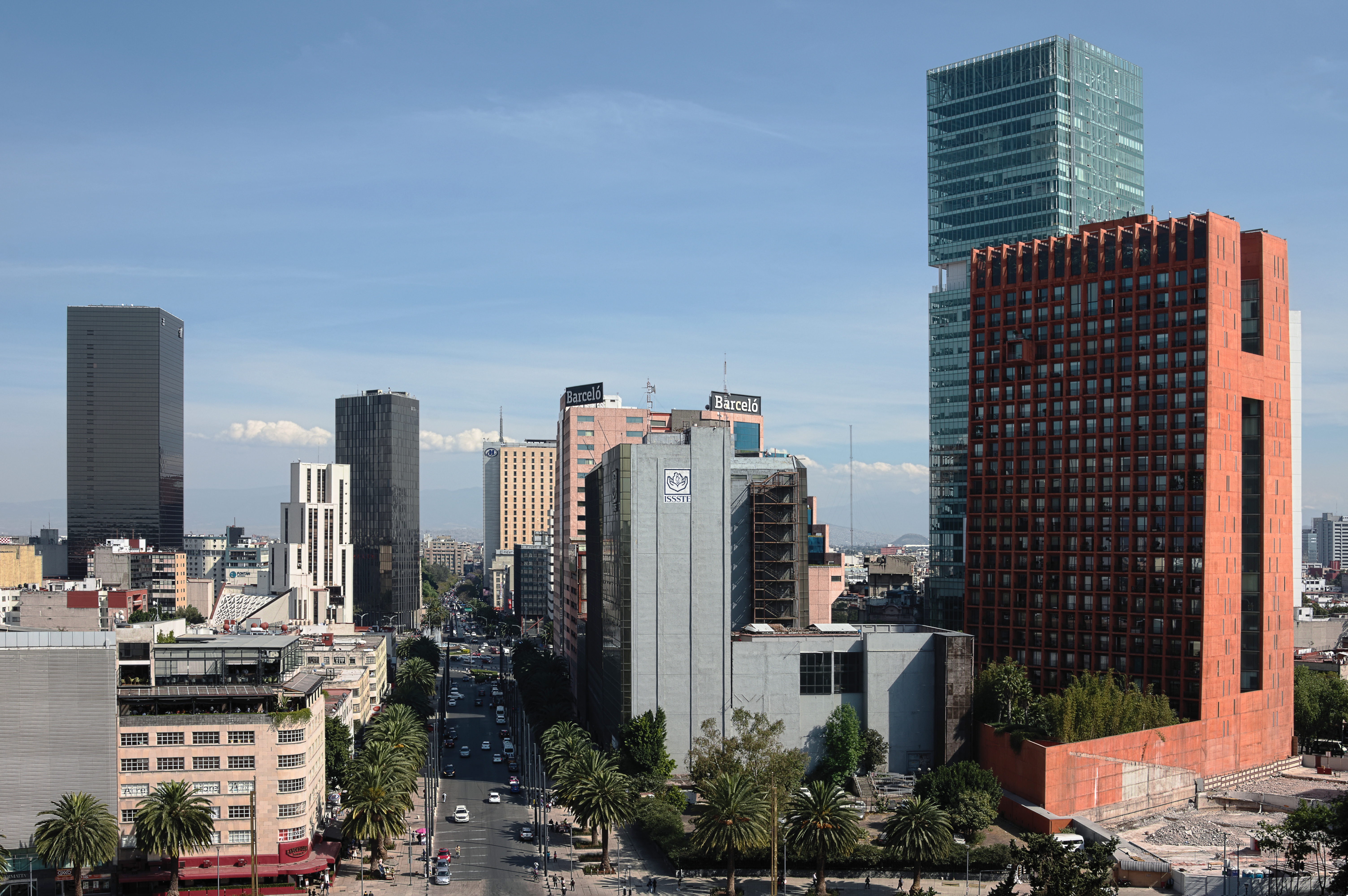
Città del Messico
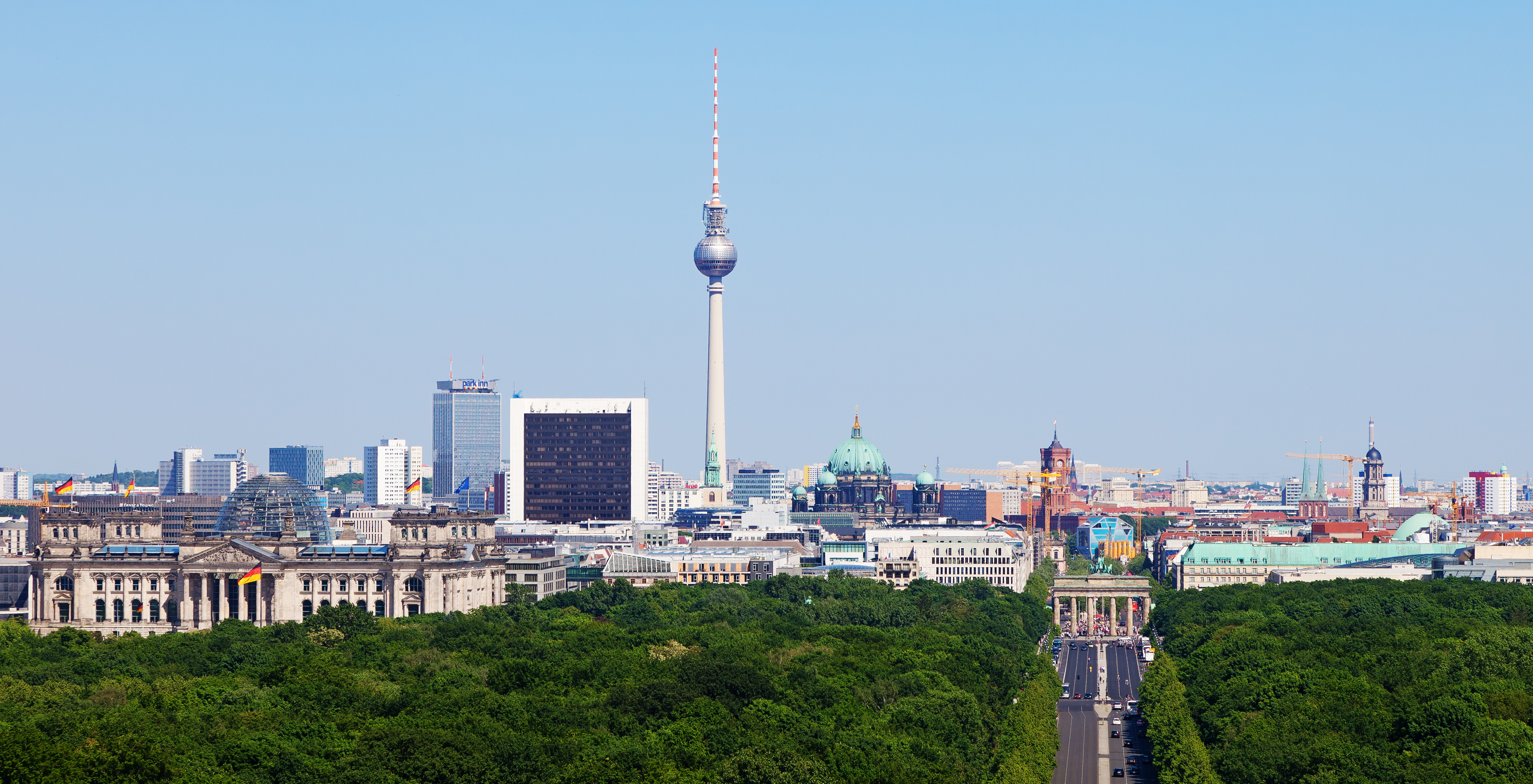
Berlino (Germania)
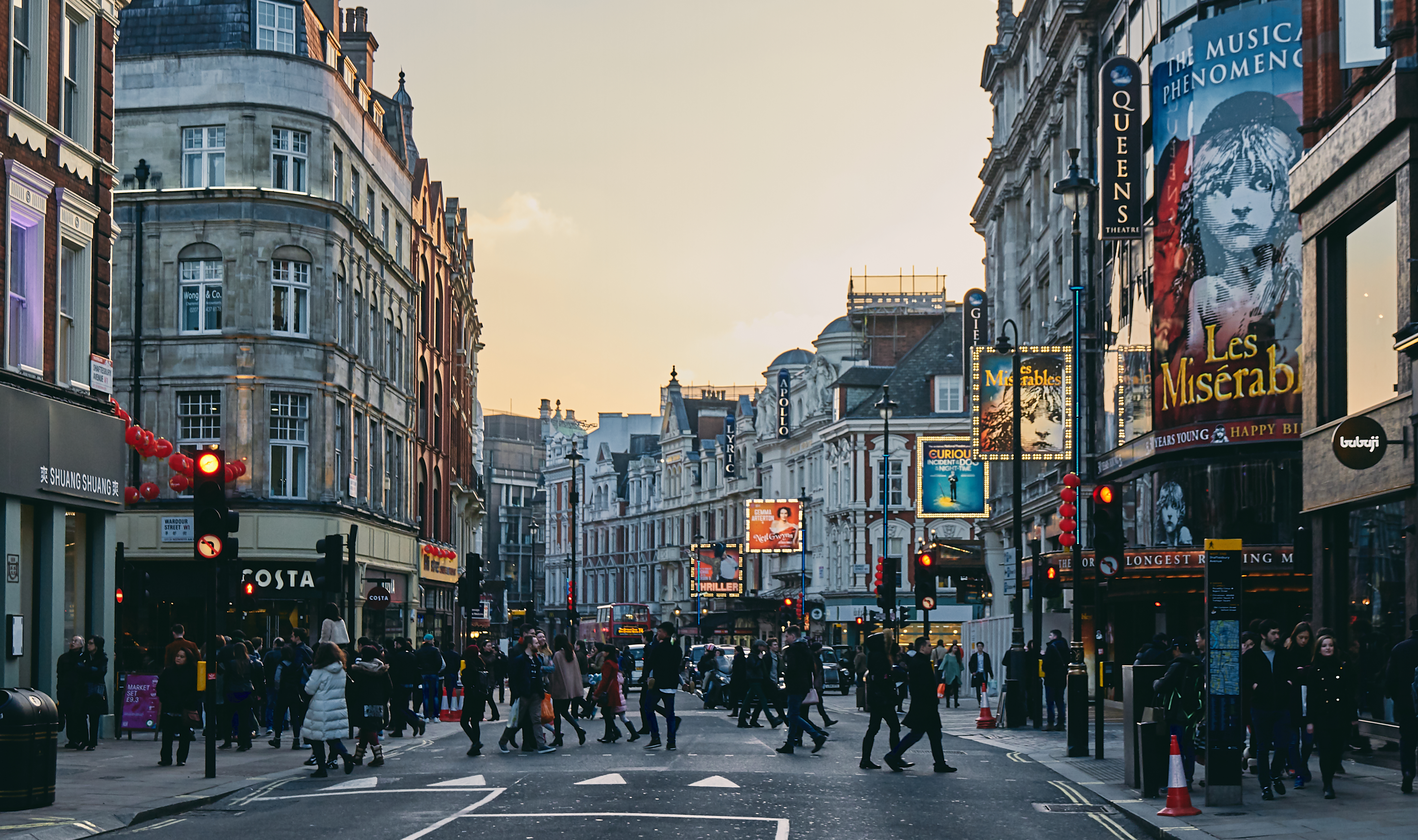
Londra (Inghilterra)
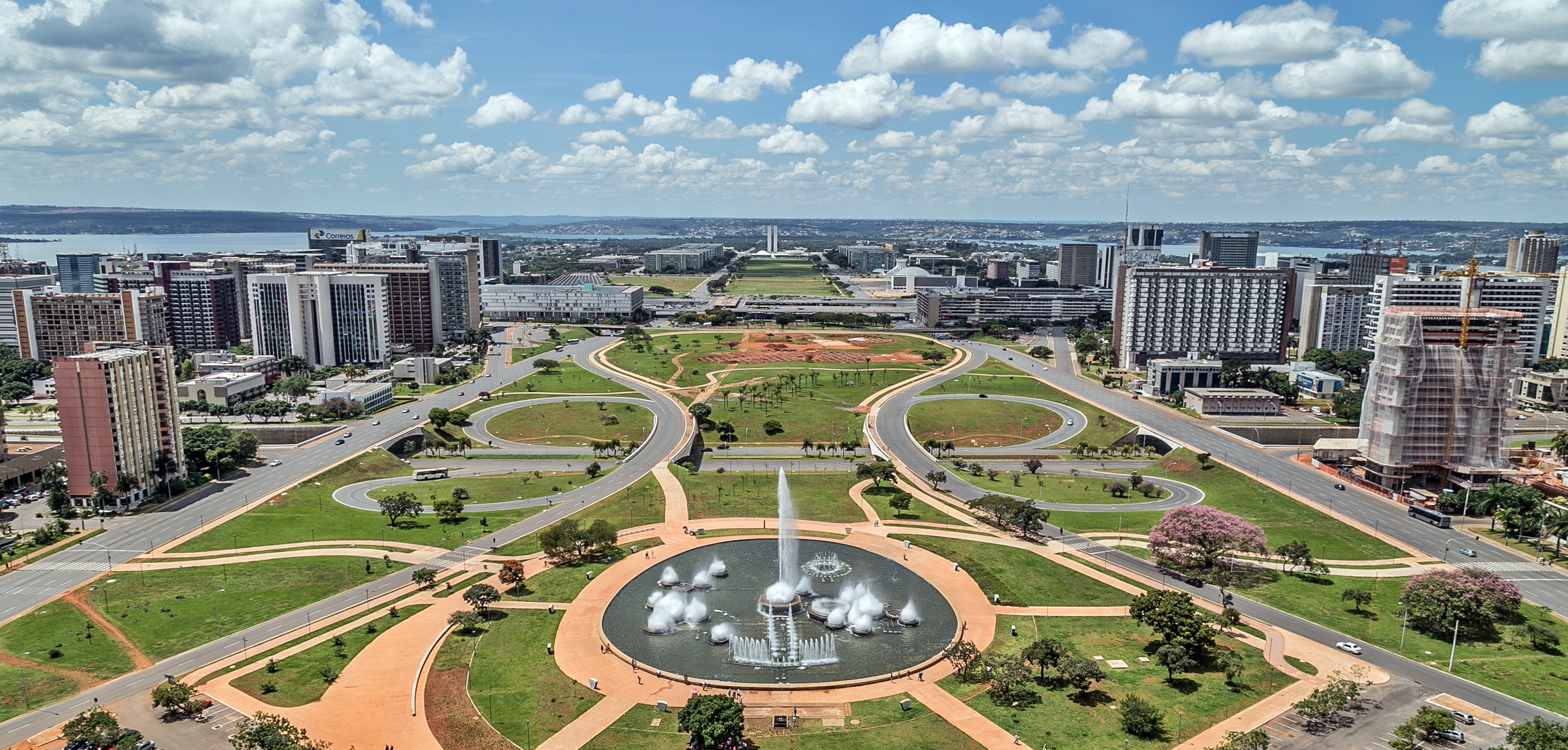
Brasilia (Brasile)
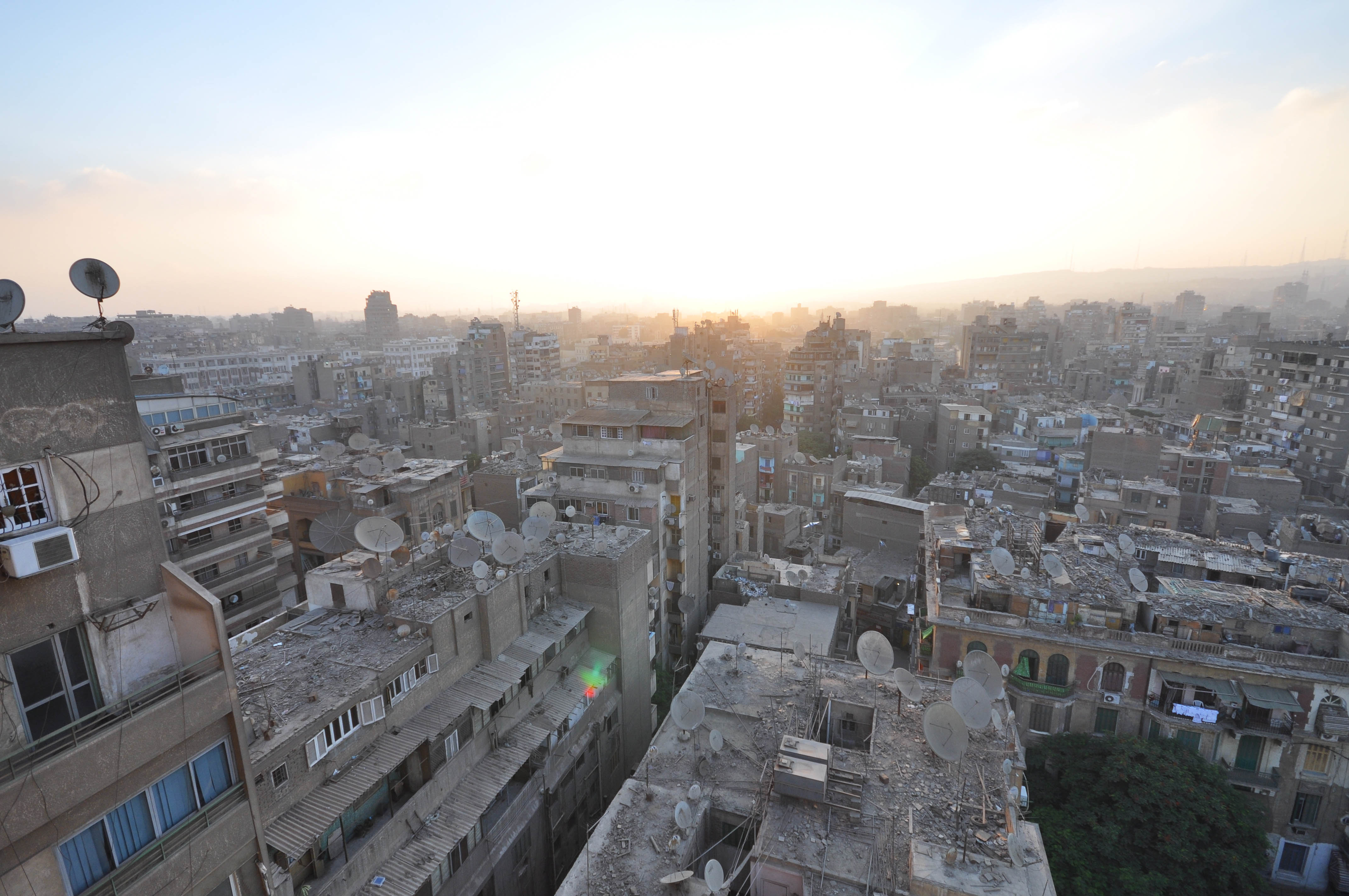
Il Cairo (Egitto)